# San Miguel de Velasco
San Miguel de Velasco is de hoofdstad van de gemeente San Miguel in de provincie José Miguel de Velasco in het departement Santa Cruz in Bolivia.

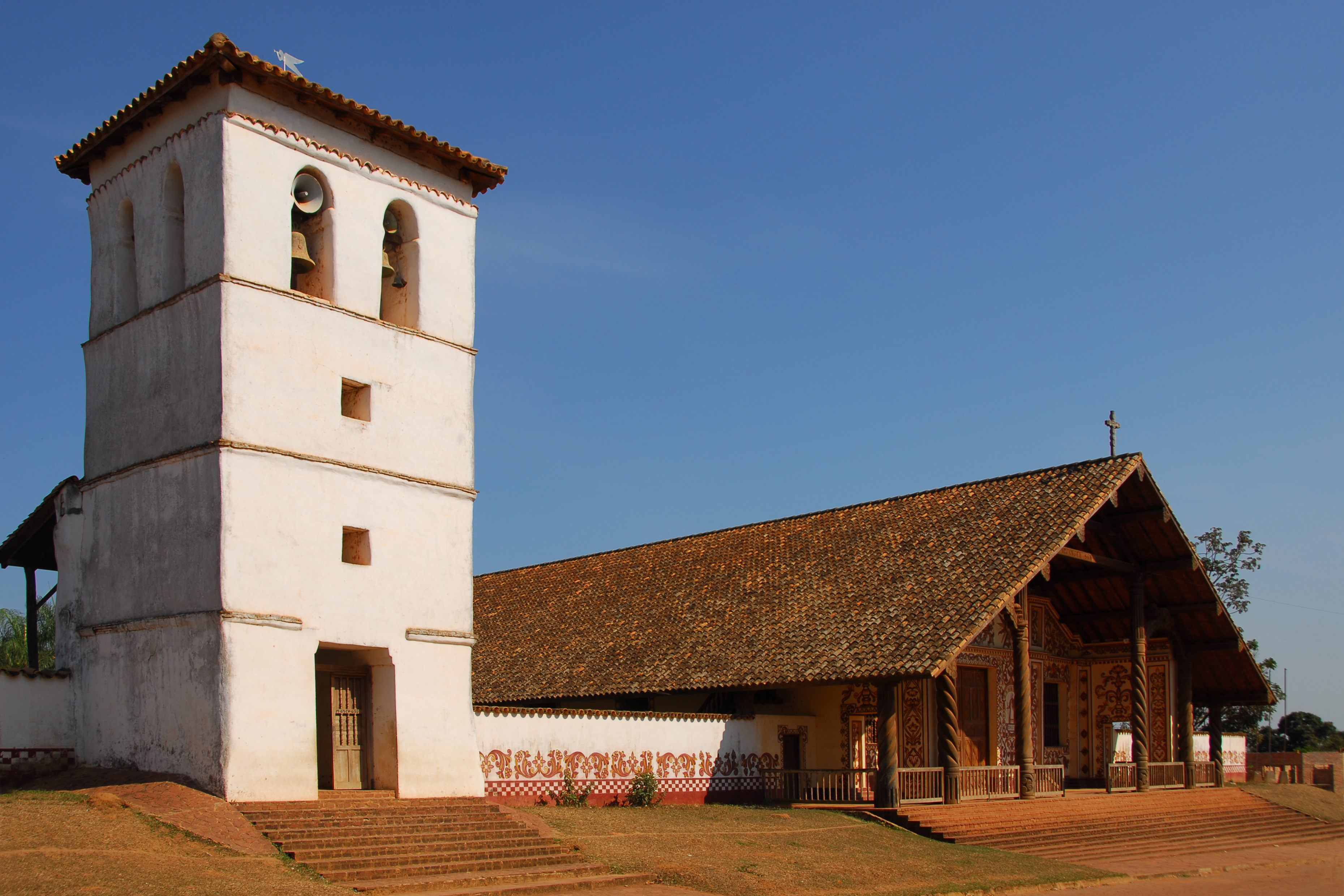
San Miguel de Velasco

## Werelderfgoedlijst
De stad staat bekend als onderdeel van de Jezuïetenmissies van Chiquitos, die wordt verklaard in 1990 een Werelderfgoedlijst.